# General Foods
General Foods est une entreprise américaine créée en 1929 à la suite de la fusion de plusieurs sociétés opérant dans le secteur de l’agroalimentaire. Présente en France dès 1963 avec le rachat de Kréma-Hollywood, elle fut la filiale agroalimentaire de Philip Morris Companies, qui la fusionna en 1990 avec Kraft Foods, à la suite du rachat de ce dernier.

## Histoire
En 1895, Charles William Post crée l'entreprise céréalière Postum Cereal Company. Après une croissance rapide, elle se lance dans de nombreuses acquisitions aux États-Unis. Parmi les plus importantes, on peut citer le rachat en 1925 de l'entreprise Jell-O, en 1928 de Cheek-Neel Coffee Company, une entreprise qui produit le café Maxwell House, et en 1929 d'une entreprise de surgelés nommée General Foods Company, à la suite de quoi l'entreprise prend le nom de General Foods Corporation.[réf. nécessaire]
En 1959, la compagnie lance aux États-Unis la boisson en poudre Tang, créée par l'ingénieur alimentaire de l'entreprise William A. Mitchell. 
En 1963, General Foods crée une filiale en France, nommée General Foods France, après le rachat de Kréma-Hollywood (marques Kréma, Hollywood, Malabar). General Foods continue en parallèle ses acquisitions aux États-Unis : restaurants Burger Chef en 1968, Rax Restaurants en 1969, Oscar Mayer & Company en 1981.
En novembre 1985, General Foods est racheté par Philip Morris Companies et en devient une des filiales. En 1987, General Foods France rachète une entreprise française nommée La Vosgienne.
Fin 1988, Philip Morris Companies prend également le contrôle d'une autre entreprise agroalimentaire américaine, Kraft Foods, initialement spécialisée dans la fabrication de fromage. Les deux filiales appartenant à Philip Morris sont fusionnées en 1990 sous le nom de Kraft General Foods, qui sera la filiale alimentaire du groupe PMC. En 1992, Kraft General Foods prend le contrôle du groupe Jacobs-Suchard-Tobler (marques Jacobs, Suchard, Tobler, Sugus, Toblerone, Milka) et forme la filiale européenne Kraft Jacobs Suchard.  Le nom General Foods disparait en 2000, lorsque Kraft General Foods est renommé Kraft Foods.